# Tití vermellós
El tití vermellós (Plecturocebus cupreus) és una espècie de primat platirrí de Sud-amèrica. Aquest tití viu a les regions amazòniques del Brasil, el Perú i possiblement Bolívia.